# Strachy (powieść)
Strachy – środowiskowa powieść obyczajowa Marii Ukniewskiej z 1938 roku.
Wydana przez „Rój” z przedmową Mariana Hemara, zyskała znaczną popularność, osiągając przed wojną trzy wydania. W okresie powojennym wznowiona i wydawana kilkakrotnie przez "Czytelnik" (1958, 1968, 1973, 1975), także przez katowickie wydawnictwo "Książnica" (1997) i warszawskie WAB (2016).
Powieść oparta na własnych doświadczeniach autorki ukazuje międzywojenny świat tancerek, kabaretów, teatrzyków rewiowych i przemysłu filmowego. Język utworu jest komunikatywny i nieskomplikowany, a rzeczywistość i przeżycia głównej bohaterki (Teresy Sikorzanki) przedstawiono w sposób werystyczny, na co istotny wpływ miała cecha autobiografizmu. Dzięki temu, przekazując kolejną wersję historii o Kopciuszku w sposób lekki i pozbawiony nadmiernych artystycznych ambicji czy literackiej powagi, autorka uniknęła szablonowego ujęcia. Ówczesna krytyka podkreślała autentyczność scenerii i zachowań postaci wraz z przekonującym portretem głównej bohaterki, żyjącej w bezustannej trosce, lęku i strachu przed biedą, głodem, samotnością, otoczeniem zawodowym i utratą pracy, a nawet przed miłością i sobą samą. Przy szybkim tempie akcji i żywych, niewyszukanych dialogach, losowe przejścia Teresy Sikorzanki przemawiały do odbiorcy także prostotą i świeżością jej odczuć osobistych. Ze względu na śmiałość niektórych scen i swobodne słownictwo (liczne trywializmy) książki nie zalecano jednak wówczas do bibliotek publicznych.    
Na podstawie powieści powstał film fabularny Strachy (1938) oraz serial telewizyjny Strachy (1979).